# ديبرا مونك
ديبرا مونك (بالإنجليزية: Debra Monk)‏ (و. 1949 – م) هي ممثلة، وممثلة تلفزيونية، وممثلة أفلام، وممثلة مسرحية، ومغنية من الولايات المتحدة الأمريكية . ولدت في ميدلتاون .

## التعليم
تعلمت في جامعة ساوثرن ميثوديست

## جوائز وترشيحات
حصلت على جوائز منها:
- جائزة توني لأفضل ممثلة بارزة في مسرحية [الإنجليزية]‏ (1993)
- جوائز الإيمي برايم تايم.

ترشحت لـ:
- Tony Award for Best Actress in a Musical (2007)
- Tony Award for Best Featured Actress in a Play (1994).

## روابط خارجية
- ديبرا مونك على موقع IMDb (الإنجليزية)
- ديبرا مونك على موقع ألو سيني (الفرنسية)
- ديبرا مونك على موقع ميوزك برينز (الإنجليزية)
- ديبرا مونك على موقع أول موفي (الإنجليزية)
- ديبرا مونك على موقع قاعدة بيانات برودواي على الإنترنت (الإنجليزية)
- ديبرا مونك على موقع قاعدة بيانات الأفلام السويدية (السويدية)
- ديبرا مونك على موقع إن إن دي بي (الإنجليزية)
- ديبرا مونك على موقع قاعدة بيانات الفيلم (الإنجليزية)
- ديبرا مونك على موقع كينوبويسك (الروسية)